# كورينا ماي
كورينا ماي (بالألمانية: Corinna May)‏ (و. 1970  م) هي موسيقية، ومغنية ألمانية، ولدت في بريمن، شاركت في مسابقة الأغنية الأوروبية 2002.

## وصلات خارجية
- كورينا ماي على موقع IMDb (الإنجليزية)
- كورينا ماي على موقع ميوزك برينز (الإنجليزية)
- كورينا ماي على موقع أول ميوزيك (الإنجليزية)
- كورينا ماي على موقع ديسكوغز (الإنجليزية)

- كورينا ماي في قاعدة بيانات الأفلام على الإنترنت